# Lárnaka kerület
Lárnaka kerület a Ciprusi Köztársaság egyik kerülete. Lakosainak száma a 2011-es népszámláláskor 143 192 fő volt. Nyugatról Limassol kerülettel, északról Nicosia kerülettel, keletről Famagusta kerülettel határos. A kerületen átfut az 1974-es megszállás után kialakult és az ENSZ által ellenőrzött tűzszüneti vonal, így a közigazgatási egység attól északra eső, kisebb része a nemzetközileg el nem ismert észak-ciprusi szakadár köztársaság fennhatósága alatt áll.

## Népesség
| Lakosok száma | 20 766 | 23 760 | 29 737 | 34 918 | 52 189 | 58 660 | 78 855 | 84 100 | 115 268 | 143 192 |
|               | 1881   | 1891   | 1911   | 1921   | 1946   | 1960   | 1976   | 1982   | 2001    | 2011    |

## Alárendelt egységek
- Ajía Ánna
- Ajíi Vavaciniász
- Ájiosz Theódorosz Szkarínu
- Alaminósz
- Alethrikó
- Anafotía
- Angliszídesz
- Aplánta
- Aradíppu
- Árszosz Lárnakasz
- Athiénu
- Avdelleró
- Hirokitía
- Delíkiposz
- Dromolaxiá-Meneú
- Kalavaszósz
- Kaló Khorió Lárnakasz
- Káto Drisz
- Káto Léfkara
- Kelliá
- Kíti
- Kiviszíli
- Klafdiá
- Kofínu
- Kórnosz
- Kószii
- Lájia
- Lárnaka
- Livádia
- Marí
- Maróni
- Mazotósz
- Melíni
- Melúszia
- Menójia
- Moszfilotí
- Odú
- Orá
- Ormídia
- Oróklini
- Páno Léfkara
- Pérgamosz
- Pervólia
- Petrofáni
- Pszematiszménosz
- Pszevdász
- Píla
- Pirgá Lárnakasz
- Szkarínu
- Szoftádesz
- Terszefánu
- Tóhni
- Tremetusziá
- Trúlli
- Vavaciniá
- Vávla
- Xilofágu
- Xilotímvu
- Zíji

## Közlekedés
A közigazgatási egység központjában, Lárnakában működik a sziget legfontosabb nemzetközi repülőtere, a Lárnakai nemzetközi repülőtér.
Szintén Lárnakában üzemel a sziget második legnagyobb kikötője, a Lárnakai kikötő.
A kerületen áthalad az A1, A2, A3, és A5 autópálya.